# Cova del Camp de la Marunya
La Cova del Camp de la Marunya, appelé aussi dolmen de Brangoly (ou de Brangolí), est un dolmen situé sur la commune d'Enveitg, dans le département français des Pyrénées-Orientales.

## Historique
Le dolmen est mentionné pour la première fois en 1921 par Pierre Vidal qui en donne cependant une description erronée. Le dolmen est classé monument historique en 1976  par arrêté du 22 juin 1976.

## Description
Le dolmen est du type simple (sans couloir). La chambre est de forme rectangulaire, délimitée par quatre orthostates en granite d'origine locale : la dalle de chevet (1,40 m de long sur 1,50 m de haut et 0,15 à 0,20 m d'épaisseur) au nord-ouest, une dalle côté ouest (3,50 m de long sur 1,90 m de haut et 0,125 à 0,320 m d'épaisseur), une côté est (2,540 m de long sur 1,70 m de haut et 0,25 à 0,320 m d'épaisseur) et une dalle de fermeture au sud (1,340 m de long sur 1,50 m de haut et 0,25 d'épaisseur). La dalle qui semble doubler la dalle de fermeture côté intérieur correspond à un fragment (1,50 m de long sur 1,40 m de large et 0,40 m d'épaisseur) de la table de couverture. La table de couverture est de forme polygonale (3 m au plus long sur 0,40 m d'épaisseur en moyenne). Elle comporte une trentaine de cupules (six supplémentaires sur le fragment) plus ou moins marquées (3 à 7 cm de diamètre pour une profondeur de 0,5 à 3 cm) creusées par martelage avec un percuteur arrondi. La chambre ouvre au sud-est. Le tumulus a été complètement arasé par les cultures successives des champs voisins, il n'en demeure que des vestiges côté est.

## Matériel archéologique
Le dolmen a été pillé de longue date. Le tamisage des déblais a toutefois livré quelques tessons de céramique et une plaquette en schiste poli, un petit mobilier lithique en silex (4 pointes de flèche à pédoncule et ailerons, 1 petite lame) et une perle en verre de couleur sombre. La perle a fait l'objet d'une analyse par spectrométrie de masse qui permet de l’apparenter aux objets en verre importés du Proche-Orient à partir du Bronze moyen.